# Caroline Ouellette
Caroline Ouellette (Montreal, Quebec, Canadá; 25 de mayo de 1979) es una exjugadora de hockey sobre hielo canadiense que jugaba como delantera. Fue la capitana de la selección de Canadá, con quien ganó cuatro medallas de oro en los Juegos Olímpicos de Invierno (Salt Lake City 2002, Turín 2006, Vancouver 2010 y Sochi 2014), media docena de Campeonatos Mundiales y ocho 4 Nations Cup. Se retiró oficialmente el 25 de septiembre de 2018.

## Trayectoria como jugadora

### Primeros años
Ouellette le pidió a su padre poder jugar al hockey sobre hielo, pero no se lo permitió porque nunca había visto a una mujer jugar y no quería que se burlaran de ella. Después de insistir durante dos años, su madre la llevó a comprarse sus primeros patines de hockey. Hasta el momento jugaba con patines de patinaje artístico con la punta lijada. Comenzó a jugar al hockey en 1989 y jugó en equipos masculinos desde los 9 años hasta los 17.

### Bonaventure Wingstar/Montreal Wingstars
Ouellette comenzó a jugar en el Bonaventure Wingstar (posteriormente llamado Montreal Wingstars) de la National Women's Hockey League en 1998. Durante su primera temporada ganó la liga y fue la tercera máxima goleadora con 32 goles y la segunda máxima anotadora con 60 puntos. También formó parte del equipo All-Star. En la temporada 1999-00 fue la máxima goleadora de la División Este y fue nombrada Delantera Más Valiosa de la División Este y estuvo presente en el equipo All-Star. En la temporada 2000-01, ganó de nuevo la liga y fue la tercera máxima anotadora con 53 puntos.

### Universidad de Minnesota Duluth
Ouellette debutó con el equipo de hockey femenino de la Universidad de Minnesota Duluth en 2002. Marcó el récord de más goles short-handed marcados en un solo partido en la National Collegiate Athletic Association (2). Durante la temporada 2004-05, estuvo involucrada en más del 60% de los goles de las Bulldogs. Al final de la temporada consiguió la nominación al Premio Patty Kazmaier. Solo dos jugadoras han marcado más goles en la historia de la universidad que Ouellette, que cuenta con 229 puntos en 97 partidos, y en 2009 fue elegida para el Equipo de la Década de la WCHA. En 2019, fue nombrada una de las 20 mejores jugadoras de los primeros 20 años de la liga universitaria.

### Minnesota Whitecaps
Durante las temporadas 2006-07 y 2007-08, Ouellette jugó con los Minnesota Whitecaps de la Western Women's Hockey League.

### Montreal Stars/Les Canadiennes de Montreal

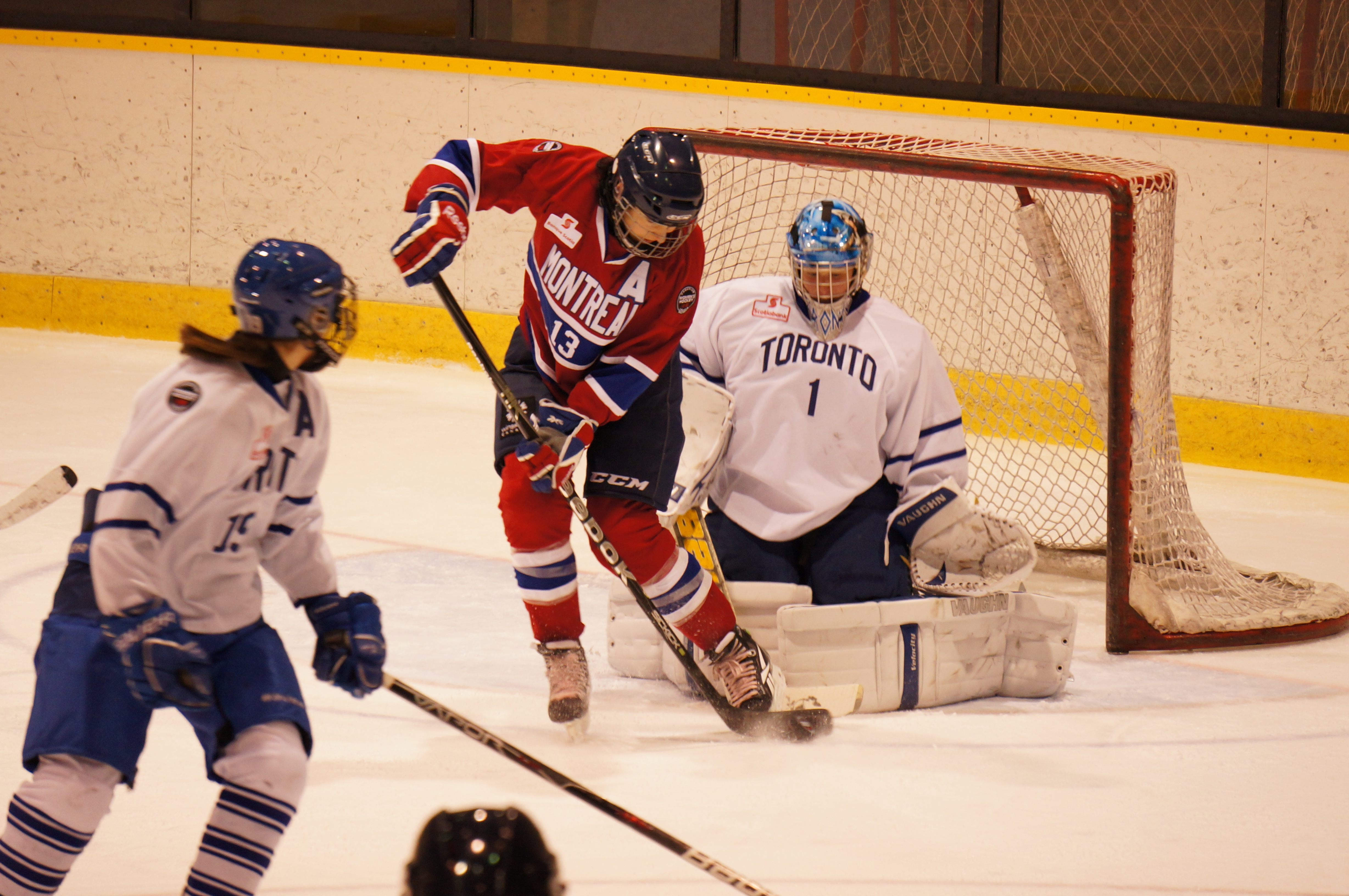
Ouellette durante un partido en la temporada 2010-11.

Ouellette volvió a Canadá en la temporada 2008-09 al unirse al Montreal Stars de la recién fundada CWHL. Fue la máxima goleadora de noviembre, diciembre, enero y febrero y al final de la temporada fue nombrada Jugadora Más Valiosa (MVP), además de ganar la liga. Al ganar la Copa Clarkson, Ouellette se convirtió en un miembro del Triple Gold Club de Mujeres (aún no reconocido por la IIHF).
En la temporada 2010-11, Ouellette ganó la liga, fue la máxima goleadora con 68 puntos, ganó el Angela James Bowl y fue nombrada Jugadora Más Valiosa por segunda vez. Durante la Copa Clarkson 2011, marcó un gol y sumó cinco asistencias, ayudando a ganar la competición.
En la siguiente temporada, Ouellette fue la segunda máxima anotadora de la liga con 66 puntos y fue nombrada MVP de la Copa Clarkson y consiguió el título de liga. También ganó esa edición de la Copa Clarkson.
En la temporada 2012-13, fue nombrada capitana alternativa y la temporada siguiente ganó la liga de nuevo.
En la temporada 2014-15, Ouellette batió el récord de puntos de la historia de la liga, marcado por Jayna Hefford, y acabó la temporada con 246 puntos, 12 más que Hefford. El 22 de febrero de 2015 marcó su gol número 100 en la CWHL.
En la temporada 2015-16, el club se afilió con el Montreal Canadiens de la NHL, por lo que se cambió el nombre a Les Canadiennes de Montréal. Ese año, Ouellette ganó la liga de nuevo.
En la temporada 2016-17, después de haber jugado 151 partidos en la CWHL, se convirtió en la primera jugadora en superar los 300 puntos. En febrero de 2017, volvió a ganar la Copa Clarkson.
Ouellette no participó en la primera mitad de la temporada 2017-18 debido a su embarazo y el nacimiento de su hija. Aun así, jugó en el resto de la temporada, consiguiendo su último título de liga.
El 25 de septiembre de 2018 se anunció que Ouellette se retiraba.
El 30 de julio de 2019, se anunció que Ouellette había sido elegida para formar parte del Primer Equipo de la Historia de la CWHL.

## Selección nacional

### Categorías inferiores
Ouellette participó con Team Quebec en los Juegos de Canadá de 1995 y ganó la medalla de oro con la selección sub-18 de Canadá en 1997. Cuando se fundó la selección sub-19 el 15 de mayo de 1996, la jugadora fue convocada. Una de sus compañeras de equipo fue la futura medallista olímpica de patinaje de velocidad sobre hielo Cindy Klassen. Representó al Team Quebec en el Esso women's hockey nationals en 1998, en el que marcó un gol y dio dos asistencias en el partido para conseguir la medalla de bronce.

### Selección absoluta
Ouellette debutó con la selección absoluta de Canadá en 1999 y participó la edición de ese año del Campeonato Mundial. Ganó de nuevo en 2000 y 2001.
Ouellette fue convocada a los Juegos Olímpicos de Salt Lake City 2002, donde Canadá ganó su primera medalla de oro en la competición de hockey femenino.
Ganó el Campeonato Mundial de 2004 y en 2005 consiguió la medalla de plata, siendo la primera vez que Estados Unidos ganó a Canadá en una final del torneo.
Marcó un gol en el primer período de la final de los Juegos Olímpicos de Turín 2006 contra Suecia, ayudando a Canadá a ganar por segunda vez consecutiva el oro. Al año siguiente, ganó de nuevo el Campeonato Mundial, sumando dos asistencias en la final del torneo. En 2008 y 2009, fue convocada para participar en el Campeonato Mundial. En ambas ediciones asistió un gol en cada final, pero no fue suficiente y Canadá fue vencida por Estados Unidos en ambas ocasiones.

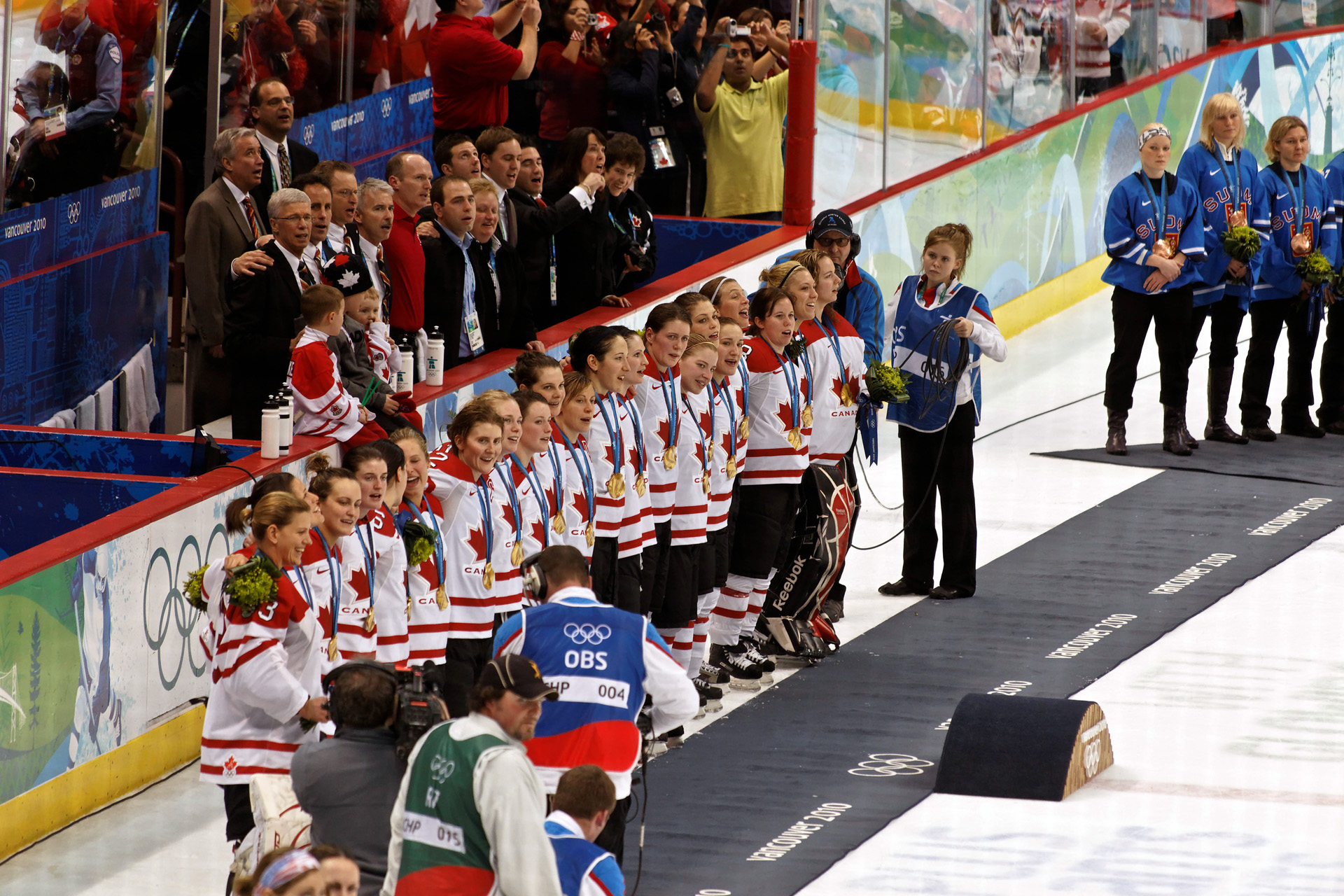
Las jugadoras canadienses cantan el himno nacional tras granar el oro en Vancouver 2010.

Habiendo sido nombrada capitana alternativa, Ouellette fue convocada para jugar en los Juegos Olímpicos de Vancouver 2010 y ganó por tercera vez consecutiva el oro. Jugó en el Campeonato Mundial de 2011, donde consiguió la medalla de plata. En la edición de 2012, además de marcar un gol en el segundo período y asistir otro en el tercero, marcó el gol de la victoria en el tiempo extra para ganar el torneo. En 2013 marcó un gol y asistió otro en la final, pero no fue suficiente y Estados Unidos ganó.
Los Juegos Olímpicos de Sochi 2014 fueron sus últimos Juegos Olímpicos. Fue nombrada capitana por el nuevo entrenador dos meses antes del comienzo de la competición. Perdiendo por 2-0 en el tercer período de la final, Canadá logró empatar el partido en los tres últimos minutos y ganar en el tiempo extra. De esta manera, Ouellette  consiguió su cuarta medalla de oro consecutiva en los Juegos Olímpicos. Jugó por última vez con el equipo en el Campeonato Mundial de 2015, donde marcó un gol y asistió otro en la final y ganó la medalla de plata.
Solo Jayna Hefford y Hayley Wickenheiser han jugado más partidos con la selección de Canadá que Ouellette, quien cuenta con 220 partidos jugados, 87 goles, 155 asistencias y 242 puntos. Ouellete es una de las cinco personas (junto a sus compañeras Jayna Hefford y Hayley Wickenheiser, el biatleta soviético Alexandr Tíjonov y la patinadora de velocidad alemana Claudia Pechstein) en ganar cuatro medallas de oro consecutivas en los Juegos Olímpicos.

## Trayectoria como entrenadora

### Universidad de Minnesota Duluth
Ouellette sirvió como entrenadora asistente de la University de Minnesota Duluth desde 2006 hasta 2008, donde consiguió ganar los títulos nacionales de la NCAA Y la WCHA.

### Selección sub-18
Ouellette formó parte del equipo directivo de la selección sub-18 de Canadá como entrenadora asistente en el Campeonato Mundial sub-18 Femenino y consiguió la medalla de plata.

### Concordia Stingers
Ouellette fue nombrada entrenadora asistente del equipo de hockey femenino universitario Concordia Stingers en 2012. En 2014 anunció que dejaba el puesto para entrenar a tiempo completo para los Juegos Olímpicos.

### Selección de Canadá
Ouellette formó parte del equipo técnico de la selección femenina de Canadá durante el Campeonato Mundial de 2017 y 2019.

### Les Canadiennes de Montréal
En diciembre de 2018 se anunció que Ouellette sería la nueva entrenadora de Les Canadiennes de Montréal para la temporada 2018-19.

### Concordia Stingers
En julio de 2020, se anunció que Ouellette sería la entrenadora de los Concordia Stingers durante la baja por maternidad de Julie Chu.

## Estadísticas

### NCAA
| Temporada NCAA | Equipo           | PJ | Goles | Asist. | Pts | Pen. min. |
| 2002–03        | Minnesota-Duluth | 32 | 31    | 42     | 73  | 16        |
| 2003–04        | Minnesota-Duluth | 32 | 29    | 47     | 76  | 16        |
| 2004–05        | Minnesota-Duluth | 33 | 32    | 48     | 80  | 18        |
| Total          |                  | 97 | 92    | 137    | 229 | 50        |

Pen. min. (Minutos de penaltis)

### CWHL
| Temporada                                                                                             | Equipo                      | Partidos Jugados | Goles | Asist. | Pts | +/- | PIM(1) | PPG(2) | SHG(3) | GWG(4) |
| 2008–09                                                                                               | Montreal Stars              | 24               | 26    | 33     | 59  |     | 6      |        |        |        |
| 2010-11                                                                                               | Montreal Stars              | 26               | 22    | 47     | 68  | -   | 14     | 3      | 2      | 3      |
| 2011–12                                                                                               | Montreal Stars              | 27               | 30    | 36     | 66  |     | 12     |        |        |        |
| 2012–13                                                                                               | Montreal Stars              | 23               | 12    | 13     | 25  |     | 6      |        |        |        |
| 2013-14                                                                                               | Montreal Stars              | 2                | 2     | 0      | 2   | +1  | 4      | 1      | 0      | 0      |
| 2014-15                                                                                               | Montreal Stars              | 22               | 8     | 18     | 26  | +4  | 18     | 1      | 0      | 2      |
| 2015-16                                                                                               | Les Canadiennes de Montreal | 24               | 15    | 17     | 32  | +26 | 18     | 3      | 2      | 7      |
| 2016-17                                                                                               | Les Canadiennes de Montreal | 24               | 15    | 16     | 31  | +21 | 4      | 5      | 2      | 1      |
| 2017-18                                                                                               | Les Canadiennes de Montreal | 8                | 1     | 4      | 5   |     | 2      | 0      | 0      | 0      |
| Total                                                                                                 | Total                       | 179              | 131   | 184    | 314 |     | 84     | 13     | 6      | 13     |
| (1) Minutos de penaltis (2) Goles durante power plays (3) Goles short-handed (4) Goles de la victoria |                             |                  |       |        |     |     |        |        |        |        |

## Torneo Caroline Ouellette Girls Hockey Celebration
En 2014 Ouellette fundó el Torneo Caroline Ouellette Girls Hockey Celebration, un evento anual para chicas de entre 5 y 12 años con el objetivo de darles una oportunidad de jugar en un torneo completamente femenino. El evento cuenta con la colaboración de atletas olímpicas como Marie-Philip Poulin, Julie Chu o France St-Louis. También cuenta con otro evento, Try Hockey, en el que da la oportunidad de practicar por primera vez el deporte de manera gratuita.

## Palmarés

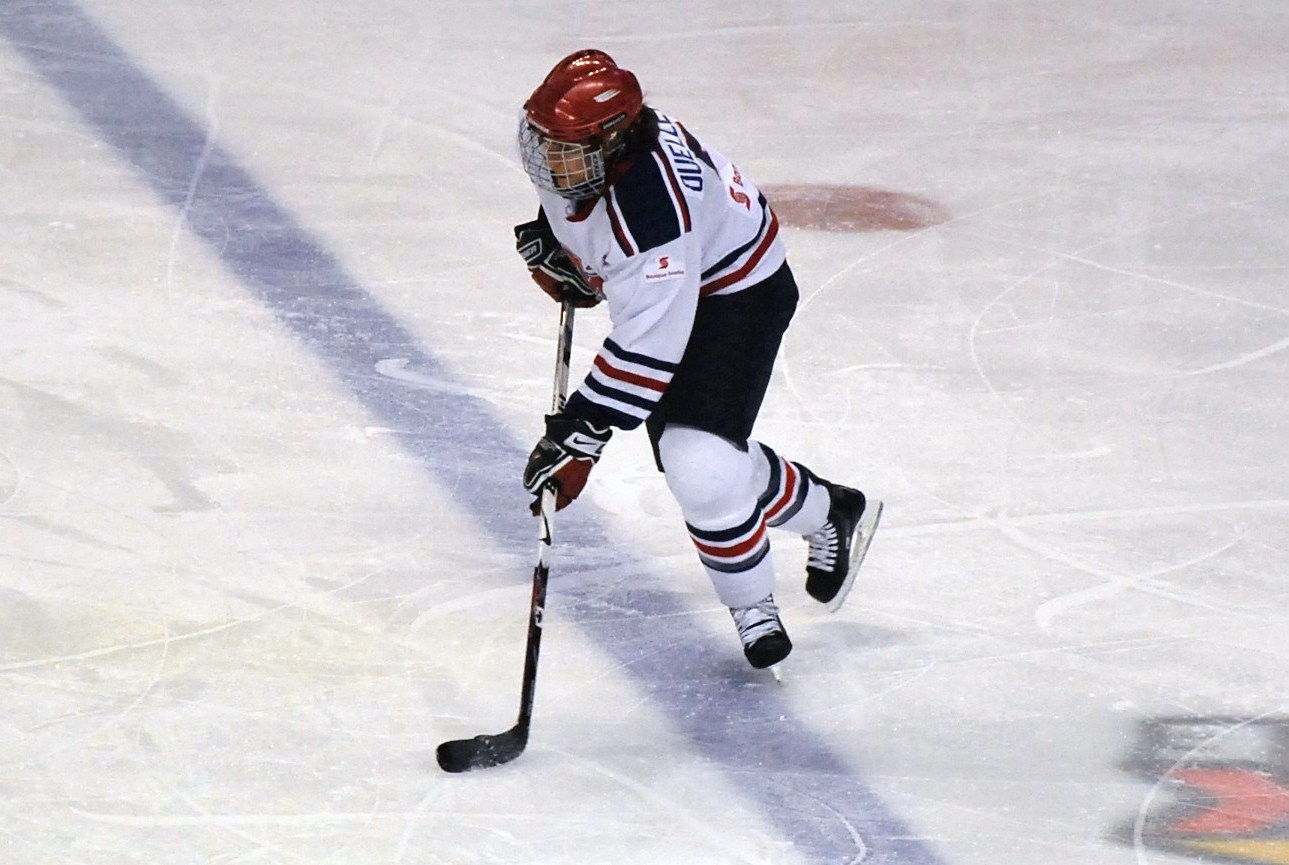
Ouellette durante la final de la Clarkson Cup 2009.

### Universidad
- Tournament championships de la NCAA: 2003
- Torneo Frozen Four de la NCAA: 2003

### Club
- Clarkson Cup: 2009, 2011, 2012, 2017
- CWHL: 2008-09, 2009-10, 2010-11, 2011-12, 2013-14, 2015-16

### Internacional
- Christmas Cup sub-22: 1998
- Three Nations Tournament sub-22: 2000
- Juegos Olímpicos de Invierno: 
  - Oro: Salt Lake City 2002, Turín 2006, Vancouver 2010, Sochi 2014
- Campeonato Mundial:
  - Oro: 1999, 2000, 2001, 2004, 2007, 2012
  - Plata: 2005, 2008, 2009, 2011, 2013, 2015
- Four Nations Cup: 
  - Oro: 1999, 2001, 2002, 2005, 2006, 2007, 2009, 2010
  - Plata: 2003, 2008, 2011, 2012

### Individual
- Jugadora Más Valiosa (MVP) del Torneo WCHA: 2003[59]
- Equipo del Torneo WCHA: 2003,[59] 2004-05[60]
- Estudiante Atleta del Año de WCHA: 2004-05[60]
- Primer equipo All-America del CCM: 2005[61]
- Premio a la Deportividad por el USCHO.com: 2005[62]
- Finalista al Premio Patty Kazmaier: 2005[9]
- Máxima Goleadora de la Clarkson Cup: 2009
- Mejor Delantera de la Clarkson Cup: 2009
- Primer Equipo All-Star de la CWHL: 2008-09
- Jugadora Más Valiosa (MVP) de la CWHL: 2008-09,[12] 2010-11[63]
- Angela James Bowl: 2010-11
- Premio Isobel Gathorne-Hardy: 2013
- Premio YWCA Women of Distinction: 2014[64]

### Sóftbol
- Campeonato Nacional: Bronce: 1998, 1999

## Sóftbol
Ouellette jugaba al sóftbol y compitió en los Juegos de Canadá de 1997 y en 6 Campeonatos Nacionales, consiguiendo la medalla de bronce en 1998 y 1999.

## Vida privada
Ouellette se graduó en la Academia de Policía de Quebec en 2000 y en criminología y estudios de la mujer por la Universidad de Minnesota Duluth en 2005. El 11 de septiembre de 2010, el Centre Étienne Desmarteau en Montreal nombró una de las dos pistas de hielo en honor a la jugadora. El 21 de enero de 2011, Ouellette, junto a Jenny Potter y Maria Rooth, participó en el faceoff ceremonial en el primer partido en el Amsoil Arena en su alma mater en Duluth.
Ouellette participó en numerosas festividades en conmemoración del All-Star Game de la NHL de 2012 en Ottawa, incluyendo una entrevista en el Sirius XM Stage, el Energizer Night Skate, y estuvo presente en la Competición de Habilidades el 28 de enero de 2012. El 17 de abril de 2012, Ouellette (junto a Meghan Agosta, Gillian Apps, Courtney Birchard y el entrenador Dan Church) participó en el faceoff' ceremonial en el partido de los Ottawa Senators contra los New York Rangers.
Ouellette participa en la recaudación de fondos para la Fundación de Cancer de Mama de Quebec, una enfermedad que ha afectado a su familia.
Ouellette está casada con la triple medallista de plata olímpica y excapitana de la selección de Estados Unidos Julie Chu. Se enfrentaron en tres finales olímpicas (2002, 2010 y 2014) y más de media docena de Campeonatos Mundiales. Su primera hija, Liv Chu-Ouellette, nació el 5 de noviembre de 2017 y su segunda, Tessa, el 14 de mayo de 2020.
En 2019 Ouellette fue nombrada Oficial de la Orden de Canadá (OC).